# KZ-Kommandant
KZ-Kommandant, auch Lagerkommandant, war die oberste befehlende Dienststellung innerhalb eines Konzentrationslagers der SS.

## Allgemeines
Die Grundlagen der Dienstregeln für einen Lagerkommandanten ergeben sich aus einer Anordnung der SS Aufgabengebiete in einem Konzentrationslager. Der Status eines Lagerkommandanten wurde wie folgt bezeichnet:

„Der Kommandant eines Konzentrations-Lagers ist in allen, die einzelnen Abteilungen betreffenden dienstlichen Angelegenheiten, die höchste Instanz in personeller und sachlicher Hinsicht.“

Folgerichtig verfügte der Lagerkommandant in seiner Befehlsgewalt über alle disziplinarischen Angelegenheiten, die das SS-Personal der KZ betrafen (im Schriftverkehr der SS wurde Konzentrationslager mit KL angegeben). Dem Lagerkommandanten war ein Adjutant zugeordnet, der für die unmittelbare, vollständige und genaue Ausführung der Kommandanturbefehle verantwortlich war. Weiterhin war der Adjutant für den Schriftverkehr zuständig und hatte die dienstlichen Personalangelegenheiten (Führerangelegenheiten bei der SS genannt) für den Lagerkommandanten vorzubereiten. Auch der Besucherverkehr zu persönlichen Gesprächen des SS-Personals mit dem Lagerkommandanten wurde vom Adjutant vereinbart.
Die einzelnen Abteilungen im KZ unterstanden ihrerseits der Inspektion der Konzentrationslager (IKL), aber es gab Ausnahmeregelungen. Eine direkte Unterstellung unter die IKL bestand für die Abteilungen der Wachtruppe, der Adjutantur und des Schutzhaftlagers.

## Hierarchien
Der Dienstgrad der Lagerkommandanten richtete sich nach der Größe der KZ. Kleinere Lager und Außenkommandos unterstanden oft einem SS-Scharführer, große Lager (Hauptlager) führte ein SS-Hauptsturmführer oder SS-Obersturmbannführer.
Anzahl und Struktur der Abteilungen richteten sich ebenfalls nach der Größe der KZ. Beispiel:
- Abteilung I: Kommandantur-Stab
  - Lagerkommandant
  - Adjutant
  - Gerichtsoffizier
  - Fahrbereitschaft
  - Schreibstuben
  - Fernschreibstelle
  - Ausweisstelle
  - SS-Arrest
  - Poststelle
- Abteilung II: Politische Abteilung (auch: Lager-Gestapo)
  - Leiter der Abteilung
  - Aufnahmestelle der Häftlinge
  - Häftlingsangelegenheiten
  - Erkennungsdienst
  - Ermittlungen und Vernehmungen
  - Standesamt
- Abteilung III: Schutzhaftlager (auch: Häftlingslager)
  - Schutzhaftlagerführer
  - Rapportführer
  - Blockführer
  - Arbeitsdienstführer
  - Kommandoführer
- Abteilung III3a (im KZ Auschwitz): Arbeitseinsatz
  - Arbeitseinsatzführer
  - Arbeitsdienstführer
- Abteilung IV: Standortverwaltung
  - Verwaltungsführer (Leiter der Standortverwaltung)
  - Lager-Ingenieur
  - Gefangenen-Eigentumsverwaltung
  - Verpflegung
  - Bekleidung
  - Geräte
  - Gebäude
  - Effekten
- Abteilung V: Sanitätswesen
  - Standortarzt
  - Truppenärzte
  - Lagerärzte
  - SS-Krankenrevier
  - Apotheke
  - Häftlingskrankenbauten
- Abteilung VI: Truppenbetreuung und Schulung
  - Leiter der Truppenbetreuung

## Übersicht von KZ-Kommandanten (Auswahl)
| Konzentrationslager         | KZ-Kommandant          | Beginn             | Ende                         |
| --------------------------- | ---------------------- | ------------------ | ---------------------------- |
| KZ Arbeitsdorf              | Martin Gottfried Weiß  | April 1942         | Juli 1942                    |
| KZ Arbeitsdorf              | Wilhelm Schitli        | Juli 1942          | Oktober 1942                 |
| KZ Auschwitz                | Rudolf Höß             | 4. Mai 1940        | 10. November 1943            |
| KZ Auschwitz I (Stammlager) | Arthur Liebehenschel   | 11. November 1943  | 8. Mai 1944                  |
| KZ Auschwitz I (Stammlager) | Richard Baer           | 11. Mai 1944       | 27. Januar 1945              |
| KZ Auschwitz II (Birkenau)  | Friedrich Hartjenstein | 22. November 1943  | 8. Mai 1944                  |
| KZ Auschwitz II (Birkenau)  | Josef Kramer           | 8. Mai 1944        | 25. November 1944            |
| KZ Auschwitz III (Monowitz) | Heinrich Schwarz       | 11. November 1943  | 17. Januar 1945              |
| KZ Bergen-Belsen            | Adolf Haas             | April 1943         | 2. Dezember 1944             |
| KZ Bergen-Belsen            | Josef Kramer           | 2. Dezember 1944   | 15. April 1945               |
| KZ Buchenwald               | Karl Otto Koch         | Juli 1937          | Dezember 1941                |
| KZ Buchenwald               | Hermann Pister         | Dezember 1941      | 13. April 1945               |
| KZ Dachau                   | Hilmar Wäckerle        | 19. April 1933     | 25. Juni 1933                |
| KZ Dachau                   | Theodor Eicke          | 28. Juni 1933      | 10. Dezember 1934            |
| KZ Dachau                   | Heinrich Deubel        | 10. Dezember 1934  | 1. April 1936                |
| KZ Dachau                   | Hans Loritz            | 1. April 1936      | 19. Februar 1940             |
| KZ Dachau                   | Alexander Piorkowski   | 19. Februar 1940   | 1. September 1942            |
| KZ Dachau                   | Martin Gottfried Weiß  | 1. September 1942  | 31. Oktober 1943             |
| KZ Dachau                   | Eduard Weiter          | 1. Oktober 1943    | 26. April 1945               |
| KZ Dachau                   | Heinrich Wicker        | 28. April 1945     | 29. April 1945               |
| KZ Flossenbürg              | Jacob Weiseborn        | Mai 1938           | 20. Januar 1939              |
| KZ Flossenbürg              | Karl Künstler          | 20. Januar 1939    | 10. August 1942              |
| KZ Flossenbürg              | Karl Fritzsch          | 10. August 1942    | September 1942               |
| KZ Flossenbürg              | Egon Zill              | September 1942     | 29. April 1943               |
| KZ Flossenbürg              | Max Koegel             | 29. April 1943     | 23. April 1945               |
| KZ Groß-Rosen               | Arthur Rödl            | 1. Mai 1941        | 15. September 1942           |
| KZ Groß-Rosen               | Wilhelm Gideon         | 15. September 1942 | 10. Oktober 1943             |
| KZ Groß-Rosen               | Johannes Hassebroek    | 11. Oktober 1943   | Februar 1945                 |
| KZ Herzogenbusch            | Karl Chmielewski       | 5. Januar 1943     | Oktober 1943                 |
| KZ Herzogenbusch            | Adam Grünewald         | Oktober 1943       | Januar 1944                  |
| KZ Herzogenbusch            | Hans Hüttig            | Februar 1944       | September 1944               |
| KZ Kauen                    | Wilhelm Göcke          | September 1943     | Juli 1944 (wahrscheinlich)   |
| KZ Majdanek                 | Karl Otto Koch         | September 1941     | August 1942                  |
| KZ Majdanek                 | Max Koegel             | August 1942        | November 1942                |
| KZ Majdanek                 | Hermann Florstedt      | November 1942      | Oktober 1943                 |
| KZ Majdanek                 | Martin Gottfried Weiß  | November 1943      | Mai 1944                     |
| KZ Majdanek                 | Arthur Liebehenschel   | Mai 1944           | 22. Juli 1944                |
| KZ Mauthausen               | Albert Sauer           | 8. August 1938     | 17. Februar 1939             |
| KZ Mauthausen               | Franz Ziereis          | 17. Februar 1939   | 5. Mai 1945                  |
| KZ Mittelbau                | Otto Förschner         | Oktober 1944       | Januar 1945                  |
| KZ Mittelbau                | Richard Baer           | Februar 1945       | April 1945                   |
| KZ Natzweiler-Struthof      | Hans Hüttig            | April 1941         | März 1942                    |
| KZ Natzweiler-Struthof      | Egon Zill              | Mai 1942           | 25. Oktober 1942             |
| KZ Natzweiler-Struthof      | Josef Kramer           | 25. Oktober 1942   | 4. Mai 1944                  |
| KZ Natzweiler-Struthof      | Friedrich Hartjenstein | 9. Mai 1944        | Januar 1945                  |
| KZ Natzweiler-Struthof      | Heinrich Schwarz       | Februar 1945       | April 1945                   |
| KZ Neuengamme               | Walter Eisfeld         | Februar 1940       | März 1940                    |
| KZ Neuengamme               | Martin Gottfried Weiß  | April 1940         | August 1942                  |
| KZ Neuengamme               | Max Pauly              | September 1942     | 4. Mai 1945                  |
| KZ Plaszow                  | Amon Leopold Göth      | Februar 1943       | 13. September 1944           |
| KZ Plaszow                  | Arnold Büscher         | September 1944     | Januar 1945 (wahrscheinlich) |
| KZ Ravensbrück              | Günther Tamaschke      | Mai 1939           | August 1939                  |
| KZ Ravensbrück              | Max Koegel             | Januar 1940        | August 1942                  |
| KZ Ravensbrück              | Fritz Suhren           | 1. September 1942  | 30. April 1945               |
| KZ Riga-Kaiserwald          | Albert Sauer           | April 1943         | September 1944               |
| KZ Sachsenhausen            | Michael Lippert        | Juli 1936          | Oktober 1936                 |
| KZ Sachsenhausen            | Karl Otto Koch         | Oktober 1936       | Juli 1937                    |
| KZ Sachsenhausen            | Hans Helwig            | 1. August 1937     | April 1938                   |
| KZ Sachsenhausen            | Hermann Baranowski     | 1. Mai 1938        | September 1939               |
| KZ Sachsenhausen            | Walter Eisfeld         | September 1939     | Januar 1940                  |
| KZ Sachsenhausen            | Hans Loritz            | 1. April 1940      | September 1942               |
| KZ Sachsenhausen            | Anton Kaindl           | September 1942     | 22. April 1945               |
| KZ Stutthof                 | Max Pauly              | Oktober 1939       | August 1942                  |
| KZ Stutthof                 | Paul Werner Hoppe      | August 1942        | April 1945                   |
| KZ Vaivara                  | Hans Aumeier           | September 1943     | Juni 1944                    |
| KZ Warschau                 | Wilhelm Göcke          | Juni 1943          | September 1943               |
| KZ Warschau                 | Nikolaus Herbet        | September 1943     | Juli 1944 (wahrscheinlich)   |